# George Griffin
Pour les articles homonymes, voir Griffin.

a Compétitions nationales et continentales officielles uniquement.

George Griffin, né le 26 juin 1992 à Oxford (Angleterre), est un joueur de rugby à XIII angloire évoluant au poste de pilier, de deuxième ligne, de troisième ligne ou de demi de mêlée dans les années 2010. Il fait ses débuts professionnels en Super League à Hull KR en 2012. En 2014, il reste une saison aux Broncos de London puis rejoint en 2015 Salford avec lequel il dispute la finale de la Super League en 2019. Il signe à >Castleford à compter de 2020.

## Biographie
Ses deux frères, Josh Griffin et Darrell Griffin, sont également joueurs de rugby à XIII.

## Palmarès
- Collectif :
  - Finaliste de la Super League : 2019 (Salford).
  - Finaliste de la Challenge Cup : 2021 (Castleford).